# Михаило Ђорђевић
Михаило Ђорђевић (Нови Пазар, 1. април 1885 —  Београд, 31. август 1970) био је српски гимназијски професор, публициста преводилац са француског и енглеског на српски језик.

## Биографија
Основну школу завршио у Новом Пазару, а гимназију са испитом зрелости у Солуну 1904. На Филозофском факултету у Београду завршио IX групу предмета 1904—1908. и положио професорски испит 1912. Суплент гимназије у Солуну 1908, затим гимназије у Скопљу 1910. За време балканских ратова у Трећој гимназији у Београду са скопским матурантима; 1914. професор гимназије у Битољу. У Првом светском рату, поред званичног рада, обављао војне дужности грађанског реда. Као цензор и командир бојне коморе у Албанији прешао 1915. на Корзику, отуда је упућен у Енглеску за шефа групе избеглих српских ђака. По ослобођењу 1919. у Битољу, па у Панчеву, затим 1922. професор Прве мушке гимназије у Београду, а 1924. директор Учитељске школе у Дубровнику и после тога директор гимназије у Јагодини, Великој Кикинди, Панчеву и Ћуприји, где је и пензионисан 1939. Школску годину 1909—1910. провео у Женеви и Греноблу, а 1916—1919. боравио у Енглеској. Превођењем се бави од 1905. Аутор је и два самостална рада: „Књижевност у Старој Србији и Македонији“ (Босанска вила, 1910) и „Живот и рад Бенжамена Констана“ (предговор Адолфу, 1922).
Један је од оснивача Удружења књижевних преводилаца Србије 1951. године.
У његову част је 2005. године установљена Награда „Михаило Ђорђевић” за најбољи превод књижевне прозе са енглеског на српски језик. Награда се додељује из Фонда чији је оснивач Срђан Карановић, унук Михаила Ђорђевића.

## Одабрани преводи
Анатол Франс: Певач из Киме (у „Босанској вили“), 1912. и Кренкебил, 1946; Бенжамен Констан: Адолф, 1922; Џек Лондон: Три приповетке, s. a., Глас дивљине, 1935, Џери са острва, 1937, Сила живота, 1946, Бели очњак, 1957. и Мексиканац и друге приче, 1948; Роберт Луис Стивенсон: Острво с благом, 1922; Томас Харди: Теса од Д’Урбервила, 1936; Хенри Рајдер Хагард: Рудници цара Соломона, 1939; Вилијам Текери: Вашар таштине, 1946; Маргарет Мичел: Прохујало са вихором, 1946; Џон Голсворди: Први и последњи, 1946. и Сага о Форсајтима (I: „Поседник“, II: „У конзисторији“, III: „За издавање“), 1946; Едвард М. Форстер: Једно путовање у Индију, 1947; Чарлс Дикенс: Давид Коперфилд (са сином Југославом), 1951, и Стара продавница реткости, 1950; Џејмс Фенимор Купер: Пионири, 1953; Арчибалд Кронин: Шеширџијин замак, 1953; Сомерсет Мом: Месец и стопарац, 1954. итд. 

У „Политици“ (између 1938. и 1941) превео око 70 приповедака енглеских и америчких писаца; у антологији „Модерна енглеска приповетка“ (Београд, „Просвета“, 1951) пет је његових превода („Три незнанца“ Т. Хардија, „Забава у башти“ К. Мансфилд, „Благо кроткима“ М. Веба, „Поремећени одмор“ О. Ситвела и „Људска природа“ Р. Дејвиса).